# Główny Instytut Odlewnictwa
Główny Instytut Odlewnictwa – jednostka organizacyjna Ministerstwa Przemysłu Ciężkiego, powołana z zadaniem prowadzenia prac naukowo-badawczych, mających na celu rozwój produkcji w dziedzinie odlewnictwa.

## Powołanie Instytutu
Na podstawie zarządzenia Ministra Przemysłu Ciężkiego z 1950 r. w sprawie utworzenia Głównego Instytutu Odlewnictwa ustanowiono Instytut.
Instytut powstał w miejsce zniesionego Głównego Instytutu Metalurgii i Odlewnictwa. Powołanie Instytutu pozostawało w ścisłym związku dekretem z 1948 r. o tworzeniu Głównych Instytutów Naukowo-Badawczych Przemysłu.
Zwierzchni nadzór na Instytutem sprawował Minister Przemysłu Ciężkiego. Siedzibą Instytutu był Kraków.

## Podstawowe zadania Instytutu
W szczególności zadaniem Instytutu było:
- organizowanie i prowadzenie prac naukowo-badawczych dla stworzenia podstaw zarówno teoretycznych jak i praktycznych dla nowych działów produkcji lub nowych metod wytwarzania i organizacji pracy,
- śledzenie postępu technicznego i naukowego oraz udzielanie opinii w sprawach związanych z postępem wiedzy i techniki,
- udoskonalanie i usprawnianie metod już stosowanych w przemyśle,
- inicjowanie nowych działów produkcji i współpraca przy ich organizowaniu,
- przeprowadzanie ekspertyz, prac technicznych i naukowo-badawczych, zleconych przez przemysł lub przez Ministerstwo Przemysłu Ciężkiego,
- przysposabianie kadr pracowników w zakresie nieprzewidzianym przez instytucje oświatowe,
- współpraca ze szkołami wyższymi, innymi instytucjami i osobami i powierzanie im do opracowania specjalnych zagadnień w obrębie ich własnych pracowni i instytutów,
- współdziałanie w pracach zbiorowych, organizowanych przez inne instytuty, pracownie szkół wyższych i innych ośrodków badawczych w celu rozwiązania bardziej złożonych zagadnień,
- nawiązywanie i utrzymywanie łączności z odpowiednimi instytucjami i organizacjami za granicą,
- prowadzenie dokumentacji i informacji naukowej i naukowo-technicznej,
- współudział w pracach normalizacyjnych,
- opracowywanie i wydawanie książek, czasopism, biuletynów, sprawozdań, instrukcji, druków itp.,
- organizowanie i prowadzenie konferencji i zjazdów naukowych, kursów, wykładów, odczytów.

## Kierowanie Instytutem
Zwierzchni nadzór nad Instytutem sprawował Minister Przemysłu Ciężkiego. Władzami Instytutu były Dyrekcja i Rada Naukowa.
Dyrekcja reprezentowała Instytut na zewnątrz i kierowała jego pracami zgodnie z wytycznymi, ustalonymi przez Radę Naukową, a zatwierdzonymi przez Ministerstwo Przemysłu Ciężkiego.
W skład Dyrekcji wchodzili: Dyrektor Naczelny, który reprezentował Dyrekcję samodzielnie oraz podlegli mu dwaj Dyrektorzy Naukowo-Techniczni i jeden Finansowo-Administracyjny. Dyrekcję powoływał i odwoływał Minister Przemysłu Ciężkiego.

## Rada Naukowa
Rada Naukowa składała się z członków, powołanych na okres lat 3, w liczbie co najmniej 8 osób, spośród przedstawicieli przemysłu, nauki, organizacji pracowników zainteresowanych instytucji i wybitnych znawców różnych specjalności.
Członków Rady Naukowej i jej przewodniczącego powoływał i odwoływał Minister Przemysłu Ciężkiego. Członkowie Dyrekcji i inni pracownicy Głównego Instytutu nie mogli wchodzić w skład Rady Naukowej, natomiast mogli brać udział w jej posiedzeniach z głosem doradczym. Do zakresu działania Rady Naukowej należał współudział w wyznaczaniu ogólnej linii prac  Instytutu oraz nadzór nad działalnością Instytutu, a w szczególności:
- opiniowanie i zatwierdzanie lub odrzucanie wniosków przemysłu, Dyrekcji lub każdego ze swych członków. Wnioski te, jak i ogólna linia prac, po zatwierdzeniu przez Ministerstwo Przemysłu Ciężkiego stanowią obowiązujące wytyczne dla Dyrekcji Instytutów,
- opiniowanie budżetu, działalności i programu prac Głównego Instytutu,
- inicjowanie prac naukowo-badawczych,
- opiniowanie w sprawach, wniesionych przez Dyrektora Naczelnego,
- przedkładanie po uzgodnieniu z Dyrekcją Głównego Instytutu, Ministerstwu Przemysłu Ciężkiego wniosków w przedmiocie tworzenia w ramach poszczególnego Głównego Instytutu - instytutów specjalnych.

Posiedzenia Rady Naukowej zwoływał jej przewodniczący.

## Gospodarka finansowa
Budżet Instytutu objęty był budżetem państwowym w grupie A. (Administracji).
Wpływy Instytutu składały się z:
- opłat za prace, nie przewidziane w planie, z wyjątkiem przypadków gdy specjalną decyzją Ministerstwa Przemysłu Ciężkiego prace te miały być do planu włączone,
- darowizn i zapisów,
- dochodów z posiadanego majątku,
- dochodów ze sprzedaży wydawnictw,
- innych źródeł.